# Biosteres tenebrigaster
Biosteres tenebrigaster är en stekelart som beskrevs av Fischer 1978. Biosteres tenebrigaster ingår i släktet Biosteres och familjen bracksteklar. Inga underarter finns listade.